# Gustave Verbeek

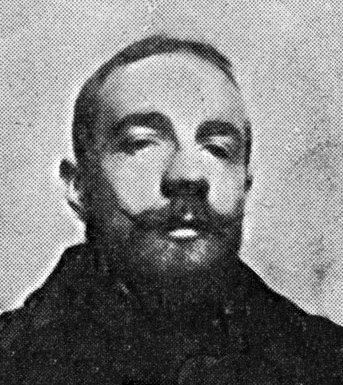
Gustave Verbeek (1895)

Gustave Verbeek, auch Gustave Verbeck (* 1867 in Nagasaki; † 5. Dezember 1937 in Bronx, New York City) war ein japanisch-niederländischer Zeitungsillustrator. Bekannt geworden ist er durch seine umkehrbaren Comics.

## Leben
Gustave Verbeek wurde 1867 als Sohn des niederländischen Missionars Guido Verbeck in Nagasaki geboren. Seine Kindheit verbrachte er in Japan und studierte später Kunst in Paris. 1900 emigrierte er in die Vereinigten Staaten, um mit einigen wichtigen illustrierten Zeitschriften (Harper’s, Saturday Evening Post) zusammenzuarbeiten. Einige Jahre später trat er der New York Herald bei, in der er im Laufe der Zeit drei Comic-Serien veröffentlichte: The Incredible Upside Downs of Little Lady Lovekins and Old Man Muffaroo (1903–1905), The Terrors of the Tiny Tads (1905–1915) und The Loony Lyrics of Lulu (1910).
1920 zog sich Verbeek von den Comics zurück und wurde Maler und Bildhauer. Er starb 1937 in New York.

## Werke

### The Incredible Upside Downs of Little Lady Lovekins and Old Man Muffaroo
1903 veröffentlichte Verbeek erstmals seine Comic-Serie The Incredible Upside Downs of Little Lady Lovekins and Old Man Muffaroo und illustrierte damit die Wochenend-Ausgabe der New York Herald bis 1905 mit insgesamt 64 Comics. Angeblich hatte ihm die Zeitung dafür nur Platz für sechs Bilder zur Verfügung gestellt. Er kam auf die Idee, durch Verwendung von Umkehrbildern die Länge seiner Geschichten zu verdoppeln. Dabei werden erst alle sechs Einzelbilder von der „richtigen“ Seite gelesen. Ist der Leser beim letzten Bild angekommen, dreht er den gesamten Comic auf den Kopf. Jetzt fügen sich sechs „neue“ Einzelbilder zum Comic hinzu, wobei jedes davon wieder Sinn ergibt und gleichzeitig in die gesamte Geschichte passt. Die beiden Hauptfiguren „Little Lady Lovekins“ und „Old Man Muffaroo“ sind so gestaltet, dass sie auf den Kopf gedreht die jeweils andere Figur darstellen.
Das berühmteste Bild aus einem dieser Comics stammt aus der Geschichte A Fish Story. Es zeigt im ersten Teil Old Man Muffaroo in einem zerstörten Kanu. Er ist auf einer Insel mit zwei Bäumen gestrandet und wird von einem Fisch angegriffen. Im zweiten Teil wird aus diesem Fisch der Kopf eines riesigen Vogels (Roch), der Little Lady Lovekins im Schnabel hat. Dieser Schnabel war vorher das Kanu von Muffaroo. Aus der Insel ist der Körper und aus den Bäumen sind die Beine des Vogels geworden.
Weitere bekannte Comics aus der Serie:
- The Fairy Palace (1904)
- The Thrilling Adventure of The Dragon (1904)
- Vogel of Boot (1904)
- Kleedhokjes (1903)

### The Terrors of the Tiny Tads
The Terrors of the Tiny Tads erschien zum ersten Mal am 15. September 1905 im New York Herolds und setzte damit die Illustration deren Wochenend-Ausgabe bis 1915 fort. Es ging dabei um eine Gruppe kleiner Kinder, die nie außer dem generischen Tad benannt wurden. Die Tads waren dazu verurteilt, ständig furchteinflößende Gestalten zu treffen, die selten nett und oft bedrohlich waren. Tiere wurden kombiniert, um eine neue Phantasie-Gestalt zu bilden. Manchmal wurden dafür auch leblose Gegenstände wie Koffer oder Hotels eingesetzt.
In allen seiner drei Serien verwendete er Techniken wie Kofferwörter, erfundene Tiere und Gegenstände und vor allem ein Vertrauen auf visuelle und literarische Einschränkungen.